# Horse Sand Fort
Horse Sand Fort ist eines der beiden größeren, auf Veranlassung des Royal Commission gebauten vier Seeforts im Solent vor Portsmouth, Hampshire, England. Es war ein Teil des Befestigungsrings, der auf Anregung von Premierminister Palmerston zur Verteidigung der Hafeneinfahrt von Portsmouth mit der Marinebasis und des Spithead gebaut wurde. Es ist kreisrund mit einem Durchmesser von 80 Metern und besteht aus einem Untergeschoss und zwei Obergeschossen. Das Fort war ein Artilleriefort zur Seezielbekämpfung und rundum mit Stahlplatten gepanzert. Erbaut wurde es in den Jahren zwischen 1865 und 1880.
Es war für die Unterbringung von 5 Offizieren und 72 Soldaten eingerichtet, die Baukosten beliefen sich auf 424.694 £.
Das „Horse Sand Fort“ ist auf einem Ring aus Betonblöcken errichtet, die nach Art der Backsteinbauweise angeordnet sind. Dieser Ring ist wiederum außen mit Granitblöcken verkleidet. Das Innere des Rings ist mit Lehm und Kies aufgefüllt und mit einer dicken Betondecke verschlossen worden. Die Grundmauern haben eine Dicke von 19,6 Metern. Das Bauwerk ist in drei Etagen aufgeteilt und hat an der Spitze noch einen Durchmesser von 68,22 Metern. In den einzelnen Stockwerken waren die Kanonen, Munition und die sonstigen Notwendigkeiten für die Besatzung untergebracht. Auf der Decke des Forts befindet sich ein Leuchtturm sowie verschiedene Schornsteine und Ventilatoren. Zur Frischwasserversorgung diente ein artesischer Brunnen. Der Zugang ist holzgedeckt und steht auf gusseisernen Pfeilern. Zur Gruppe der Forts zählen noch Spitbank Fort, St Helens Fort und No Man’s Land Fort.

## Bewaffnung
Als Bewaffnung waren insgesamt 24 × RML 10 inch 18 ton gun (Kaliber 25,4 cm), 25 × 12.5-inch Geschütze in den Kasematten, sowie 10 × RML 12 inch in fünf Geschütztürmen auf dem Verdeck vorgesehen. Tatsächlich wurden die Geschütztürme jedoch nicht installiert und wegen des Platzmangels konnten die 12,5-inch Kanonen nur mit verminderter Treibladung feuern. (Wahrscheinlich war nicht genügend Raum für den Rohrrücklauf vorhanden.) Die Bewaffnung wurde im Laufe der Jahre dann mehrfach geändert.
- 1886

im unteren Batteriedeck: 10 × 12,5 inch RML und 1 × 12 inch BL
im oberen Batteriedeck: 12 × 10 inch RML
- 1893

im unteren Batteriedeck: 7 × 12,5 inch RML und 5 × 12 inch BL
im oberen Batteriedeck: 8 × 10 inch RML und 5 × 12 inch BL
- 1898

im unteren Batteriedeck: 7 × 12,5 inch RML, 5 × 12 inch BL und 12 × 6 pdr QF zur Nahverteidigung
im oberen Batteriedeck: 8 × 10 inch RML, 5 × 12 inch BL und 12 × 6 pdr QF
- 1912

3 × 6 inch BL und 9 × 12 inch BL (letztere wurden 1918 abgezogen)
- 1925

auf dem Verdeck 2 × 6 inch BL und eine unbekannte Anzahl an 3 inch (76 mm) Luftabwehrgeschützen (letztere wurden 1941 abgezogen)
Während des Zweiten Weltkrieges wurde eine Unterseebootsperre errichtet, die, aus Betonblöcken bestehend, zwei Meter unter der Wasserlinie als Barriere vom Fort zur Küste bei Southsea lief. Diese Sperre, lediglich mit einer schmalen Passage für kleine Wasserfahrzeuge versehen und eine weitere, kürzere, vom „No Man's Land Fort“ nach Ryde Sands, sind wegen der als zu hoch angesehenen Entfernungskosten noch immer vorhanden.

## Nutzung
Im Jahre 1957 wurde es als militärische Liegenschaft aufgegeben und steht seitdem leer.
Im März 2012 wurde das Fort von einer Gesellschaft (bereits Eigner von „No Man's Land Fort“ and „Spitbank Fort“) übernommen.
Der gegenwärtige Eigentümer, AmaZing Venues, will das zu einem Museum umgewandelte Fort 2016 für das Publikum öffnen.